# Mitch Garver
Ne pas confondre avec Mitch Garber.
Mitchell Lynn Garver (né le 15 janvier 1991 à Albuquerque, Nouveau-Mexique, États-Unis) est un receveur des Rangers du Texas de la Ligue majeure de baseball. Il a aussi joué avec les Twins du Minnesota.

## Carrière
Joueur des Lobos de l'université du Nouveau-Mexique, Mitch Garver est choisi par les Twins du Minnesota au 9e tour de sélection du repêchage amateur de 2013.
Il fait ses débuts dans le baseball majeur le 19 août 2017 avec Minnesota.
Le 5 avril 2018, il inscrit son premier coup de circuit et il est devenu le receveur partant vers le mois de mai. Il a terminé la saison 2018 avec 7 coups de circuits et une moyenne à la batte de .196.
Le 17 juillet 2021, il est devenu une partie de l'histoire de la Ligue majeure lorsque lui et le receveur des Lions de Détroit, Eric Haase, ont inscrit des grand chelem. C'était la première fois que deux receveurs adverses frappait des grand chelem dans la même partie.
Le 12 mars 2022, il est échangé aux Rangers du Texas contre Isiah Kiner-Falefa et Ronny Henriquez.